# Stade Plovdiv
Le stade Plovdiv (en bulgare : Стадион Пловдив) est un stade omnisports situé à Plovdiv en Bulgarie.

## Événements
- Championnats du monde juniors d'athlétisme 1990, 8 au 12 août 1990
- Concert de Lepa Brena, 1990
- Concert de Metallica, 1999

## Galerie

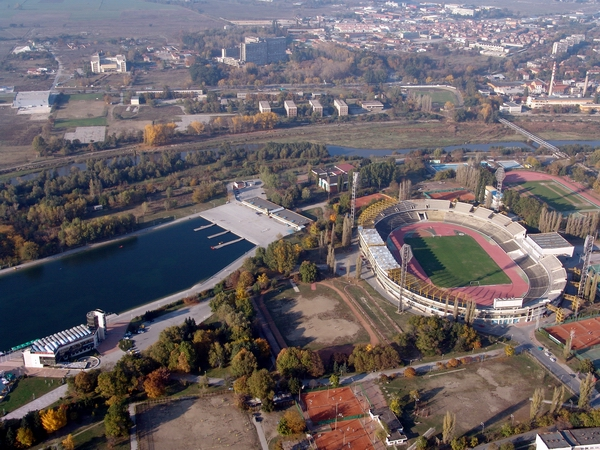
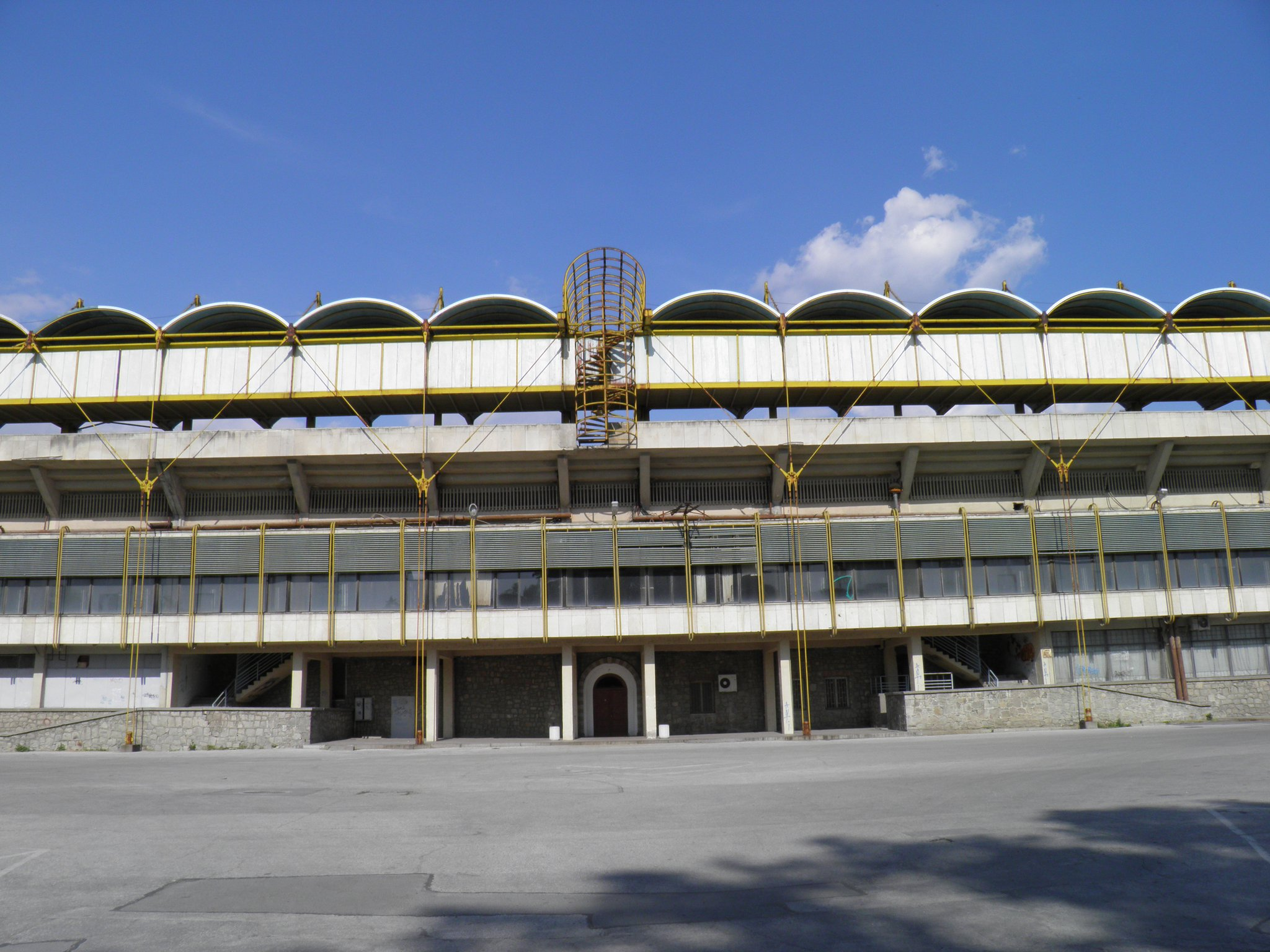